# Burlington (Ontario)
Burlington es una ciudad ubicada en la provincia canadiense de Ontario (43°19′N 79°48′O / 43.317, -79.800). Forma parte de la Municipalidad Regional de Halton, que pertenece al Área Metropolitana de Toronto. Su área es de 185,66 km², su población es de 183,314 habitantes, y su densidad poblacional es de 946,8 hab/km² (según el censo canadiense del 2016). La ciudad fue fundada en 1874, e incorporada en 1974.

## Demografía
| 1.119 | 1.831 | 2.709 | 3.046 | 3.815 | 6.017 | 47.008 | 87.023 | 114.853 | 129.575 | 150.836 | 175.779 | 183.314 |

### Idioma
Según el censo de 2011, el idioma inglés es la lengua materna del 80,7% de los residentes de Burlington, seguido del francés (1,8%), polaco (1,3%), español (1,2%), alemán (1,1%) e italiano (1,1%). Sin embargo, Statistics Canada advirtió que «se aconseja a los usuarios de los datos que sean cautelosos a la hora de evaluar las tendencias relacionadas con la lengua materna y la lengua de origen que comparan los datos del censo de 2011 con los de censos anteriores», debido a la supresión del formulario obligatorio del censo por parte del gobierno federal.

### Composición étnica
El top 8 de los orígenes étnicos, recogido en el censo de 2006, están representados en la siguiente tabla:
| Origen     | Población | Porcentaje |
| ---------- | --------- | ---------- |
| Ingleses   | 59,330    | 36.51%     |
| Escoceses  | 39,605    | 24.37%     |
| Irlandeses | 33,855    | 20.83%     |
| Alemanes   | 16,640    | 10.24%     |
| Franceses  | 15,980    | 9.83%      |
| Italianos  | 11,430    | 7.03%      |
| Belgas     | 8,575     | 5.27%      |
| Polacos    | 8,120     | 5.00%      |

Los porcentajes suman más del 100% porque los encuestados pudieron elegir más de una etnia.
En el censo de 2016, se registró una minoría étnica del 16%.

## Geografía
Burlington se encuentra en el extremo suroccidental del lago Ontario, justo al noreste de Hamilton y la península del Niágara, aproximadamente en el centro geográfico del corredor urbano conocido como Golden Horseshoe (la Herradura de Oro). Burlington tiene una superficie de 187 km². La principal zona urbana se encuentra al sur de Parkway Belt y de la autopista 407. El terreno al norte de ésta, y al norte de Aldershot, se utiliza principalmente para la agricultura, la vivienda rural y la conservación. La escarpadura del Niágara, el lago Ontario y la llanura inclinada entre la escarpa y el lago conforman la superficie de Burlington. La ciudad ya no es un puerto; los barcos de vela de la zona se utilizan con fines recreativos y amarran en un puerto deportivo de 215 amarres en LaSalle Park.

### Clima
El clima de Burlington es continental húmedo, con veranos cálidos y húmedos e inviernos fríos y algo más secos. El clima se ve moderado por su proximidad al lago Ontario. Las temperaturas medias mensuales oscilan entre 22,5 °C en julio y -4,4 °C en enero. La precipitación media anual es de 763 milímetros de lluvia y 99 centímetros de nieve.
| Parámetros climáticos promedio de Burlington (1981–2010) | Parámetros climáticos promedio de Burlington (1981–2010) | Parámetros climáticos promedio de Burlington (1981–2010) | Parámetros climáticos promedio de Burlington (1981–2010) | Parámetros climáticos promedio de Burlington (1981–2010) | Parámetros climáticos promedio de Burlington (1981–2010) | Parámetros climáticos promedio de Burlington (1981–2010) | Parámetros climáticos promedio de Burlington (1981–2010) | Parámetros climáticos promedio de Burlington (1981–2010) | Parámetros climáticos promedio de Burlington (1981–2010) | Parámetros climáticos promedio de Burlington (1981–2010) | Parámetros climáticos promedio de Burlington (1981–2010) | Parámetros climáticos promedio de Burlington (1981–2010) | Parámetros climáticos promedio de Burlington (1981–2010) |
| Mes                                                      | Ene.                                                     | Feb.                                                     | Mar.                                                     | Abr.                                                     | May.                                                     | Jun.                                                     | Jul.                                                     | Ago.                                                     | Sep.                                                     | Oct.                                                     | Nov.                                                     | Dic.                                                     | Anual                                                    |
| -------------------------------------------------------- | -------------------------------------------------------- | -------------------------------------------------------- | -------------------------------------------------------- | -------------------------------------------------------- | -------------------------------------------------------- | -------------------------------------------------------- | -------------------------------------------------------- | -------------------------------------------------------- | -------------------------------------------------------- | -------------------------------------------------------- | -------------------------------------------------------- | -------------------------------------------------------- | -------------------------------------------------------- |
| Temp. máx. abs. (°C)                                     | 15.0                                                     | 18.0                                                     | 27.0                                                     | 32.0                                                     | 35.0                                                     | 37.2                                                     | 39.0                                                     | 37.2                                                     | 36.1                                                     | 31.1                                                     | 26.7                                                     | 22.0                                                     | 39.0                                                     |
| Temp. máx. media (°C)                                    | −0.6                                                     | 0.8                                                      | 5.2                                                      | 12.4                                                     | 19.4                                                     | 25.0                                                     | 28.0                                                     | 26.7                                                     | 21.8                                                     | 15.1                                                     | 8.0                                                      | 2.4                                                      | 13.7                                                     |
| Temp. media (°C)                                         | −4.4                                                     | −3.2                                                     | 1.0                                                      | 7.5                                                      | 13.9                                                     | 19.4                                                     | 22.5                                                     | 21.4                                                     | 16.9                                                     | 10.4                                                     | 4.4                                                      | −1.0                                                     | 9.1                                                      |
| Temp. mín. media (°C)                                    | −8.1                                                     | −7.1                                                     | −3.3                                                     | 2.6                                                      | 8.3                                                      | 13.8                                                     | 16.9                                                     | 16.1                                                     | 11.9                                                     | 5.7                                                      | 0.7                                                      | −4.3                                                     | 4.4                                                      |
| Temp. mín. abs. (°C)                                     | −29.4                                                    | −27.0                                                    | −23.9                                                    | −13.9                                                    | −2.8                                                     | 1.1                                                      | 5.6                                                      | 3.0                                                      | −1.1                                                     | −7.8                                                     | −16.1                                                    | −27.0                                                    | −29.4                                                    |
| Precipitación total (mm)                                 | 66.0                                                     | 54.5                                                     | 61.6                                                     | 70.6                                                     | 81.0                                                     | 69.1                                                     | 75.3                                                     | 82.0                                                     | 83.1                                                     | 71.9                                                     | 84.9                                                     | 63.0                                                     | 863.1                                                    |
| Lluvias (mm)                                             | 31.8                                                     | 33.0                                                     | 44.7                                                     | 68.2                                                     | 81.0                                                     | 69.1                                                     | 75.3                                                     | 82.0                                                     | 83.1                                                     | 71.9                                                     | 79.7                                                     | 43.5                                                     | 763.3                                                    |
| Nevadas (cm)                                             | 34.2                                                     | 21.5                                                     | 16.9                                                     | 2.4                                                      | 0.0                                                      | 0.0                                                      | 0.0                                                      | 0.0                                                      | 0.0                                                      | 0.0                                                      | 5.3                                                      | 19.5                                                     | 99.9                                                     |
| Días de precipitaciones (≥ 0.2 mm)                       | 12.4                                                     | 9.6                                                      | 11.0                                                     | 12.5                                                     | 11.8                                                     | 10.9                                                     | 10.1                                                     | 10.2                                                     | 10.9                                                     | 10.7                                                     | 13.9                                                     | 11.9                                                     | 135.8                                                    |
| Días de lluvias (≥ 0.2 mm)                               | 4.9                                                      | 4.5                                                      | 8.0                                                      | 11.7                                                     | 11.8                                                     | 10.9                                                     | 10.1                                                     | 10.2                                                     | 10.9                                                     | 10.7                                                     | 12.7                                                     | 7.7                                                      | 113.9                                                    |
| Días de nevadas (≥ 0.2 cm)                               | 8.1                                                      | 6.0                                                      | 3.6                                                      | 0.84                                                     | 0.0                                                      | 0.0                                                      | 0.0                                                      | 0.0                                                      | 0.0                                                      | 0.0                                                      | 1.6                                                      | 5.4                                                      | 25.5                                                     |
| Fuente: Environment Canada                               |                                                          |                                                          |                                                          |                                                          |                                                          |                                                          |                                                          |                                                          |                                                          |                                                          |                                                          |                                                          |                                                          |

## Educación

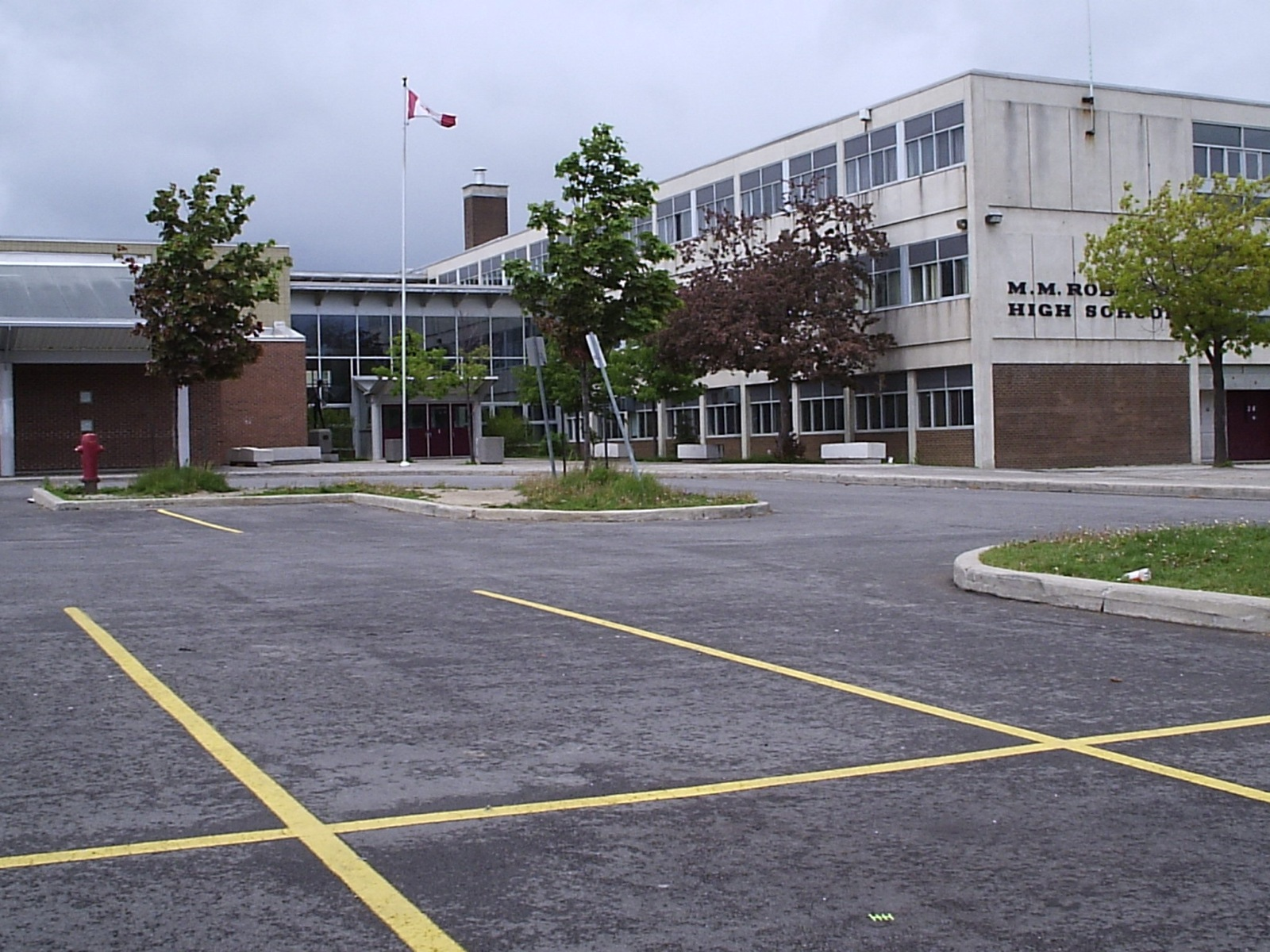
M. M. Robinson High School

Las escuelas de primaria y secundaria de Burlitong pertenecen al Halton District School Board. Las que son de ámbito católico pertenecen al Halton Catholic District School Board, las que imparten en francés al Conseil scolaire Viamonde y las católicas en francés al Conseil scolaire catholique MonAvenir.

### Escuela elemental
Burlington tiene 29 escuelas elementales (de primaria) y 14 católicas.

### Institutos
La ciudad tiene 7 institutos públicos, y otros 3 católicos.
Públicos
- Aldershot School (1964); Equipo deportivo: Lions
- Burlington Central High School (1922); Equipo deportivo: Trojans
- Frank J. Hayden Secondary School (2013); Equipo deportivo: Huskies
- Gary Allan High School Burlington Campus – Adult Learners School
- M.M. Robinson High School (1963); Equipo deportivo:  Rams
- Nelson High School (1957); Equipo deportivo: Lords

Católicos
- Assumption Secondary School (1977); Equipo deportivo: Crusaders
- Corpus Christi Catholic Secondary School (2008); Equipo deportivo: Longhorns
- Notre Dame Secondary School (1989); Equipo deportivo: Fighting Irish

Privados
Además hay otras 11 escuelas privadas.

### Universidades
- Oxford College of Arts, Business and Technology

## Deportes
| Club                          | Deporte            | Liga                             | Estadio            |
| Burlington Cougars            | Hockey sobre hielo | Ontario Junior Hockey League     | Appleby Ice Centre |
| Burlington Chiefs             | Box Lacrosse       | Ontario Junior A Lacrosse League | Central Arena      |
| Burlington Jr. Barracudas     | Hockey sobre hielo | Provincial Women's Hockey League | Mainway Ice Centre |
| Halton United (Burlington SC) | Fútbol             | Canadian Soccer League           | Norton Park        |

## Personas ilustres
| - Robert Bateman (1930), pintor; - Nicole Dorsey, director y guionista; - Margaret Lindsay Holton (1955), artista; - Donato Mancini, poeta; - Sylvia McNicoll (1954), novelista; - John Lawrence Reynolds (1939), novelista; - Kelly Richardson (1972), artista; - James Picard (1964), director de cine; Músicos - James Anthony (1955), guitarrista; - Jeff Danna (1964), compositor; - Sarah Harmer (1970), cantante; - Jordan Hastings (1982), baterista; (Alexisonfire) - Melissa McClelland (1979), compositor;. - Devraj Patnaik (1975), compositor; - Adrianne Pieczonka (1963), soprano; - Jillian Barberie (1966), actriz; - Lally Cadeau (1948), actor; - Carlos Bustamente, presentador; - Jim Carrey (1962), cómico; - Ryan Gosling (1980), actor; - Torri Higginson (1969), actriz; - Myles Erlick (1998), actor; - Ellora Patnaik (1968), actor; - Lynn Shawcroft, cómico; - Andrew Stetson (1979), modelo; - Gordie Tapp (1922–2016) cómico; - Michael Bradshaw (1933–2001) actor; - Katherine Barrell, (1990), actriz; | - Caleb Agada (1994), fútbol; - Josh Anderson (1994), hockey sobre hielo; - Steve Bauer (1959), ciclismo; - Ryan Bomben (1987), fútbol canadiense; - Melanie Booth (1984), fútbol; - Cory Conacher (1989), hockey sobre hielo; - Angela Coughlan (1953-2009), natación; - Adam Creighton (1965), hockey sobre hielo; - Renata Fast (1994), fútbol canadiense; - Tony Gabriel (1948), fútbol canadiense; - Graham Hood (1972), atletismo; - Russ Jackson, fútbol canadiense; - Ashley Johnston (1992), fútbol canadiense; - Josh Jooris (1990), hockey sobre hielo; - Mfiondu Kabengele (1997), baloncesto; - Jesse Lumsden (1982), fútbol canadiense; - David Matsos (1973), hockey sobre hielo; - Trevor Meier (1973), hockey sobre hielo; - Andy O'Brien (1979), fútbol; - Mark Oldershaw (1983), canoa; - Dave Ridgway (1959), fútbol canadiense; - Melville Marks Robinson (1888-1974), fundador de los Commonwealth Games; - Ron Sedlbauer (1954), hockey sobre hielo; - Jordan Szwarz (1991), hockey sobre hielo; - Chris Schultz (1960–2021), fútbol americano; - Chad Wiseman (1981), hockey sobre hielo; |

## Ciudades hermanadas
Burlington está hermanada con las siguientes ciudades:
- Apeldoorn, Gelderland,  Países Bajos
- Itabashi,  Japón

Otras relaciones
- Burlington, VT,  Estados Unidos
- Burlington, IA,  Estados Unidos
- Myrtle Beach, SC,  Estados Unidos